# Municipio de Epatlán
El municipio de Epatlán es uno de los 217 municipios pertenecientes al estado de Puebla en México. Localizado en el suroeste del estado, su cabecera es la población de San Juan Epatlán. 
Grupos Olmecas fundaron el pueblo de Epatlán en el siglo X. En el siglo XV fue sometido a la guarnición mexicana de Itzocán, tributaria de la triple alianza. En 1520 es dominada por los españoles. A fines del siglo XVI fue pueblo del Obispado de Puebla, en encomienda a Juan Pérez de Herrera, en beneficio de Tepeojuma. Fue en el año 1645 cuando el municipio se dio a conocer. En 1750 perteneció a la jurisdicción eclesiástica de Izúcar. El 28 de mayo de 1876 tuvo lugar una batalla de lerdistas contra porfiristas. El General José María Coutolenc se levantó contra el gobierno lerdista. 
El 1895 figura como municipio cuando formaba parte del antiguo distrito de Izúcar de Matamoros. La cabecera municipal es el pueblo de San Juan Epatlán.

## Geografía
Epatlán se encuentra localizado en la parte suroeste del estado y forma parte del Valle de Matamoros, tiene sus coordenadas geográficas máximas en 18°34′ - 18°40′ de latitud norte y 98°20′ - 98°25′ de longitud oeste. Su extensión total es de 52 311 kilómetros cuadrados que representan el 0.15 % del territorio estatal y su altitud fluctúa entre 1300 y 1800 metros sobre el nivel del mar.
Colinda al norte con el municipio de Tepeojuma, el municipio de Xochiltepec y el municipio de San Martín Totoltepec; al este con Xochiltepec, al sureste con el municipio de Ahuatlán y al sur y oeste con el municipio de Izúcar de Matamoros.
También cuenta con una variedad natural entre ellos una laguna llamada Tezonteopan,un río con nombre Atotonilco, un resbaladero que ha sido hecho por la misma naturaleza entre otros.

## Demografía
De acuerdo a los resultados del Censo de Población y Vivienda de 2010 realizado por el Instituto Nacional de Estadística y Geografía, la población total del municipio de Epatlán asciende a 4 594 personas; de las que 2 216 son hombres y 2 378 son mujeres.
La densidad de población es de 87.82 habitantes por kilómetro cuadrado.

### Localidades
El municipio incluye en su territorio un total de 17 localidades. Las principales, considerando su población del censo de 2010 son:
| Localidad          | Población |
| Total Municipio    | 4 594     |
| San Juan Epatlán   | 2 118     |
| Santa Ana Necoxtla | 1 072     |
| Emiliano Zapata    | 380       |
| Tepeacatzingo      | 332       |

## Política

### Representación legislativa
Para la elección de diputados locales al Congreso de Puebla y de diputados federales a la Cámara de Diputados federal, el municipio de Epatlán se encuentra integrado en los siguientes distritos electorales:
Local:
- Distrito electoral local de 23 de Puebla con cabecera en Acatlán de Osorio.[4]

Federal:
- Distrito electoral federal 13 de Puebla con cabecera en la ciudad de Atlixco.[5]

### Presidentes municipales
| - (1940-1941) Delfino Castilla. - (1942-1942) Crispín Fuentes y Valente Sánchez. - (1943-1943) José Revilla Huesca. - (1944-1944) Ciriaco Cardoso y Mario Contreras. - (1945-1945) Lorenzo Velázquez. - (1946-1946) Eleuterio Santamaría y Fabián Sánchez. - (1947-1948) Severiano Mendoza. - (1949-1950) Leopoldo Fuentes Morales. - (1951-1952) Benjamín Rodríguez. - (1953-1953) Gonzalo A. Organista y José Revilla Huesca. - (1954-1955) Gerardo Castilla López y Domingo Lezama. - (1956-1958) Carmen Fuentes Capistrán. - (1959-1959) Herminio Flores. - (1960-1961) Eurelio Fuentes V y Longinos F. - (1962-1962) Félix Carrasco G y Concepción - (1963-1964) Félix Carrasco. - (1965-1965) Leopoldo Fuentes Morales. - (1966-1966) Carmen Fuentes Capístran. - (1967-1967) Félix Carrasco, Leopoldo Fuentes | - (1968-1968) Leopoldo Fuentes Morales y Leovigildo Flores Rosas. - (1969-1969) Leopoldo Fuentes Morales y Leovigildo Flores Rosas. - (1970-1972) Leovigildo Flores Rosas. - (1972-1974) Zenón Valiente Melo. - (1975-1976) Rogelio Acevedo Vera. - (1976-1976) Juan Marteno Valencia. - (1977-1978) Celestino Rosas Vázquez. - (1978-1979) Ricardo Carrasco Fuentes. - (1980-1981) Saturnino García Carvente. - (1981-1984) Juventino Lezama Navarrete. - (1984-1987) Cecilio Rosas Vázquez. - (1987-1990) Saturnino García Carvente. - (1990-1993) Armando Hernández Castro. - (1993-1996) Nicolás Juan Rodríguez Paz - (1996-1999) Enrique Moran García - (1999-2001) Esteban Filogonio Flores Flores - (2002-2005) Miguel Jerónimo Guzmán Sánchez - (2005-2008) Eduardo Salvador Flores Hernández - (2008-2011) Norberto Fuentes Gil |